# Abū l-Qāsim al-Balchī
Abū l-Qāsim ʿAbdallāh ibn Ahmad al-Kaʿbī al-Balchī  (arabisch أبو القاسم عبد الله بن أحمد الكعبي البلخي, DMG Abū l-Qāsim ʿAbdallāh ibn Aḥmad al-Kaʿbī al-Balḫī; gestorben 19. August 931 in Balch) war ein muʿtazilitischer Kalām-Gelehrter, der vor allem in Chorasan wirkte und der letzte große Theoretiker der muʿtazilitischen Schule von Bagdad war. Al-Balchī war ein äußerst produktiver Autor, der sich außer mit Kalām auch mit Koranexegese, Fiqh, Adab und Doxographie befasste. In seinen Schriften setzte er sich nicht nur kritisch mit den Lehren zeitgenössischer philosophischer Denker auseinander wie Rhazes und Abū ʿAlī al-Dschubbā'ī, sondern auch mit der erstarkenden Hadith-Gelehrsamkeit, die in der Zeit nach der Mihna Förderung durch die abbasidischen Kalifen erhielt.
Abū Mansūr al-Māturīdī, der al-Balchīs Lehren in aller Ausführlichkeit in seinem Kitāb at-Tauḥīd diskutiert, merkt dort an, dass er bei den Muʿtaziliten wie ein "Imam der ganzen Menschheit" (imām ahl al-arḍ) verehrt wurde. Die von al-Balchī begründete muʿtazilitische Lehrrichtung, die sich besonders dadurch auszeichnete, dass sie Gott das Attribut des Willens absprach, wird in den sunnitischen Quellen als Kaʿbīya bzw. Balchīya bezeichnet. Im Bereich des Fiqh gehörte al-Balchī der hanafitischen Lehrrichtung an. Von seinen politischen Ansichten her war er Zaidit.

## Leben

### Herkunft und frühe Jahre
Über Abū l-Qāsim al-Balchīs Herkunft ist kaum etwas bekannt, seine Nisba al-Kaʿbī soll auf einen Vorfahren namens Kaʿb zurückgehen. Sein Vater stand der Tahiriden-Dynastie nahe und gehörte möglicherweise zu ihren Verwaltungsbeamten. Al-Chatīb al-Baghdādī berichtet, dass al-Balchī ein Buch über die löblichen Eigenschaften der Tahiriden (Kitāb Maḥāsin Āl Ṭāhir) überlieferte, das sein Vater von ʿAbdallāh ibn Tāhir erhalten hatte. Al-Balchīs Vater überlieferte von ʿAbdallāh ibn Tāhir auch einen Hadith über die Schreibung der Basmala. Von Abū l-Qāsim al-Balchī selbst ist ein Gedicht für den Tahiriden-Herrscher Muhammad ibn ʿAbdallāh ibn Tāhir (reg. 862-873) überliefert.

### Studium in Bagdad
Al-Balchī lebte lange Zeit in Bagdad, wo er bei dem Muʿtaziliten Abū l-Husain al-Chaiyāt (gest. 913) und dem Philologen al-Mubarrad (gest. 898) studierte und Zugang zu dem Kreis des bekannten persischen Literaten und Muʿtaziliten Abū Ahmad Yahyā ibn ʿAlī Ibn al-Munaddschim (855–912) hatte, der von den großen Kalām-Gelehrten der Zeit aufgesucht wurde. Daneben traf er in Bagdad mit dem Sufi al-Dschunaid zusammen. und führte Lehrgespräche mit al-Hasan ibn Mūsā an-Naubachtī. Nach ʿAbd al-Dschabbār ibn Ahmad hatte al-Balchī im Irak auch Umgang mit Abū ʿAlī al-Dschubbā'ī, der ihn mehr schätzte als seinen Lehrer al-Chaiyāt. Al-Balchī wollte auch al-Dschubbā'ī auf dem Rückweg nach Chorasan besuchen, al-Chaiyāt soll dies jedoch aus verletzter Eitelkeit verhindert haben.
Auch nachdem al-Balchī dauerhaft nach Chorasan zurückgekehrt war, kam er immer wieder zu Besuchen in die Hauptstadt und pflegte Freundschaften zu ihren Gelehrten, so insbesondere zu dem Vater des Grammatikers al-Marzubānī (gest. 994), der seine Bücher in Bagdad verbreitete. Mit al-Chaiyāt unterhielt er eine langanhaltende Briefbeziehung. Die Anfragen zu bestimmten Problemkreisen, die al-Balchī an seinen Lehrer richtete, waren als al-Balḫīyāt bekannt.

### Als Sekretär bei den Zaiditen in Tabaristān
Möglicherweise unmittelbar nach seinem Aufenthalt in Bagdad trat al-Balchī als Sekretär in den Dienst von Muhammad ibn Zaid (gest. 900), dem zaiditischen Dāʿī von Tabaristan. In dieser Funktion begleitete er ihn auch nach Dschurdschān. Hier wurde auch Yahyā ibn al-Husain, der später in den Jemen ging und dort unter dem Beinamen al-Hādī ilā al-Haqq das zaiditische Imamat des Jemen begründete, sein Schüler.

### Als Wesir in Balch
Da al-Balchī im Jahre 887 in Balch mit al-Hallādsch zusammentraf, kann vermutet werden, dass er zu dieser Zeit bereits in seine Heimatstadt zurückgekehrt war. In Balch unterhielt er freundschaftliche Beziehungen zu dem Gelehrten Abū Zaid al-Balchī und verteidigte ihn gegen den Vorwurf der Häresie (zandaqa), den er sich aufgrund der Beschäftigung mit Logik eingehandelt hatte. As-Safadī berichtet, dass aber auch Abū l-Qasim al-Balchī selbst in Balch der Häresie beschuldigt wurde.
Als Ahmad ibn Sahl al-Marwazī, der aufständische Statthalter des Samaniden Nasr II. ibn Ahmad (reg. 914-943) in Nischapur Chorasan unter seine Kontrolle brachte und nach Balch kam, machte er Abū l-Qāsim al-Balchī zu seinem Wesir und Abū Zaid al-Balchī zu seinem Sekretär. Abū l-Qāsim erhielt ein monatliches Gehalt von 1.000 Dirham, Abū Zaid eines von 500 Dirham. Als Ahmad ibn Sahl von seinem Oberherrn 919 besiegt wurde, ließ dieser Abū l-Qāsim ins Gefängnis werfen. Als er dort erkrankte, setzte sich ʿAlī ibn ʿĪsā, der zu der Zeit des Kalifen al-Muqtadir der reale Machthaber in Bagdad war, für ihn ein und sorgte dafür, dass er aus der Haft entlassen wurde. Danach lebte al-Balchī eine Zeitlang in Bagdad und nahm an öffentlichen Disputen teil.

### Lehrtätigkeit in Nasaf
Zeitweise war al-Balchī auch in Nasaf tätig. Er kam in die Stadt, als Abū ʿUthmān Saʿīd ibn Ibrāhīm dort Stadtoberer (raʾīs) war, ließ sich im Ribāt von al-Dschaubaq nieder und erhielt eine Lehrposition (maǧlis al-imlāʾ). Allgemein brachte man ihm dort viele Ehrenbezeigungen entgegen. Der Hadith-Gelehrte Abū Yaʿlā ʿAbd al-Mu'min ibn Chalaf (gest. 957), der selbst der zāhiritischen Lehrrichtung angehörte, hielt ihn dagegen für einen Kāfir und weigerte sich, ihn zu grüßen. Anstoß erregte insbesondere ein Werk, in dem al-Balchī die Hadith-Gelehrten kritisiert hatte.

### Seine Schüler und sein Ende
Abū l-Qāsim hatte zahlreiche Schüler. Zu ihnen gehörten Abū t-Taiyib Ibrāhīm b. Muhammad Ibn Schihāb (gest. 962), Abū l-Hasan al-Ahdab und ʿAlī ibn Muhammad al-Haschā'ī al-Balchī. Nach Ibn Abī l-Hadīd war auch der imamitische Gelehrte Abū Dschaʿfar Ibn Qiba ar-Rāzī ein Schüler von al-Balchī. Als al-Haschā'ī einmal auf dem Weg zum Haddsch in Bagdad vorbeikam, wurde er dort begeistert als der "Adlatus von al-Kaʿbī" (ġulām al-Kaʿbī) begrüßt und bestaunt und nach dem Befinden seines Meisters ausgefragt. Adh-Dhahabī berichtet, dass er während seines Aufenthaltes in Bagdad von den dortigen Kalām-Gelehrten wie ein "berufener Prophet" (nabī mursal) mit einer eigenen Offenbarung verehrt wurde.
Al-Balchī starb am 1. Schaʿbān 319 (= 19. August 931) in Balch.

## Werke
Abū l-Qāsim al-Balchī war ein sehr fruchtbarer Autor. Insgesamt werden 46 Werke von ihm mit Titel erwähnt. Zwar sind die meisten dieser Werke nicht eigenständig erhalten, doch sind mehrere von ihnen als Fragmente in Texten anderer arabischer Autoren überliefert. Die folgenden seiner Werke haben bisher in der Wissenschaft am meisten Aufmerksamkeit auf sich gezogen:
- Qabūl al-aḫbār wa-maʿrifat ar-riǧāl, eine tiefgehende und beißende Kritik der Hadith-Gelehrsamkeit. Das Buch wurde von Abū ʿAmr al-Ḥusainī 2000 in Beirut in zwei Bänden ediert.[32]
- Ǧāmiʿ ʿilm al-Qurʾān, großer Korankommentar in zwölf Bänden. Zitate daraus sind in den Amālī von asch-Scharīf al-Murtadā erhalten.[33] Darüber hinaus hat der zwölfer-schiitische Gelehrte Ibn Tāwūs (st. 1266) in seinem Werk Saʿd as-suʿūd fī n-nufūs diesem Korankommentar ein eigenes Kapitel gewidmet und dort zahlreiche seiner Aussagen zitiert.[34] Die Fragmente sind von Ḫaḍir Muḥammad Nabha in Tafsīr Abī l-Qāsim al-Kaʿbī al-Balḫī (Beirut 2007) gesammelt herausgegeben worden. Al-Balchī vertrat in diesem Werk die Auffassung, dass der Koran nicht erst nach Mohammeds Tod, sondern schon zu seinen Lebzeiten unter seiner Aufsicht zusammengestellt worden sei.[35] Auch wies er in diesem Werk die an Sure 7:172-173 anknüpfende traditionelle Vorstellung von dem Urvertrag Gottes mit den Menschen zurück. Nach dieser Vorstellung nahm Gott die gesamte Menschheit in Form von präexistenten Wesen aus dem Rücken Adams und ließ sie bezeugen, dass Gott ihr Herr sei. Al-Balchī äußerte dazu, dass dies biologisch nicht möglich sein und auch das Koranwort eine solche Interpretation nicht hergebe. Er hielt diese Interpretation für eine Erfindung der Traditionsgelehrten und setzte ihr die Interpretation entgegen, dass Gott die Menschen in jeder neuen Generation seine Herrschaft bezeugen ließ.[36]
- Maqālāt firaq ahl al-qibla, doxographisches Werk über die verschiedenen Glaubensrichtungen des Islams, das al-Balchī im Jahre 892 begann[37] und bei dem er auf Material seines Lehrers al-Chaiyāt sowie von al-Dschāhiz zurückgriff.[38] Das Werk wurde von muʿtazilitischen Autoren viel benutzt und hat vor allem bei den Zaiditen und Ibaditen in Südarabien eine starke Nachwirkung gehabt.[39] Hier, im Jemen, entdeckte auch Fu'ād Saiyid eine Handschrift der Maqālāt. Sie beruht auf einer Fassung des Werks, die al-Balchī im Jahre 903 abschloss.[40] Der mit den Muʿtazila befasste Teil des Werks wurde bereits 1974 von Fu'ād Saiyid selbst in Tunis ediert.[41] Eine  vollständige Edition der Handschrift erschien 2018 in Istanbul.[42] Der Kommentar zu dem Werk, den ʿAbd al-Dschabbār ibn Ahmad schrieb, ist nicht erhalten.[43]
- ʿUyūn al-masāʾil ("Die Hauptprobleme"), systematisches Werk in neun Bänden, in dem al-Balchī seine Lehre systematisch dargestellt und gegenüber der Lehre Abū l-Hudhails abgegrenzt hat.[44] Fragmente daraus haben sich lediglich in dem Kitāb al-Ḫilāf baina l-Baṣrīyīn wa-l-Baġdādīyīn von Abū Raschīd an-Naisābūrī (gest. 1068) erhalten, das seiner Widerlegung gewidmet war.[45]
- Awāʾil al-adilla fī uṣūl ad-dīn, systematische Darstellung der islamischen Glaubenslehre nach muʿtazilitischen Prinzipien, die von mehreren sunnitischen Theologen, darunter Abū l-Hasan al-Aschʿarī und al-Māturīdī widerlegt wurde. Das Werk enthielt auch Widerlegungen jüdischer und christlicher Glaubenslehren. Die einzigen Teile des Werks, die überlebt haben, sind sieben Fragmente aus al-Balchīs Argumentation gegen die Christen. Sie haben sich in einer Widerlegung des jakobitischen Christen Ibn Zurʿa (943-1008) erhalten. Viele der Argumente, auf die al-Balchī zurückgriff, sind allerdings schon aus früheren anti-christlichen Schriften bekannt. Wichtigste Angriffspunkte sind die christliche Trinitätslehre und die Gottessohnschaft Jesu Christi. Letztere wird mit Verweis auf Johannes 20:17 zurückgewiesen: Wenn Jesus Sohn Gottes wäre, dann müssten demnach auch seine Jünger Söhne Gottes sein.[46]
- an-Nihāya fi l-aṣlaḥ ʿalā Abī ʿAlī, Widerlegung der Lehrpositionen Abū ʿAlī al-Dschubbā'īs zur Frage des Optimum (al-aṣlaḥ). Zitate daraus finden sich in dem Muġnī von ʿAbd al-Dschabbār ibn Ahmad.[47] Während nach al-Dschubbā'īs Auffassung Gott nicht verpflichtet ist, jeweils das zu tun, was in jeder Hinsicht das Beste ist, meinte al-Balchī wie vor ihm an-Nazzām, dass Gott immer das Beste tun müsse. Theoretisch könne er zwar davon abweichen, aber in diesem Fall würden alle etablierten Kategorien aufgelöst. Zwar widerspräche dieses Verhalten nicht der Vernunft, doch würden in diesem Fall alle Beweise, auf die sich die Ratio stützt, in ihr Gegenteil verkehrt, d. h. die Ordnung des Universums würde komplett verändert.[48] Al-Dschubbā'īs Schüler as-Saimarī verfasste eine Widerlegung zu dieser Schrift.[49]
- Naqḍ Kitāb Abī ʿAlī al-Ǧubbāʾī fī l-irāda. In diesem Werk wies al-Balchī die Lehre Abū ʿAlī al-Dschubbā'ī über den göttlichen Willen zurück und formulierte seine eigene Lehre, wonach der Gottesname "der Wollende" (al-murīd) nur metaphorisch zu verstehen ist.[50]
- an-Naqḍ ʿalā r-Rāzī fī l-ʿilm al-ilāhī, Widerlegung des zweiten Kapitels von ar-Rāzīs theologischem Werk al-ʿIlm al-ilāhī al-kabīr. Ar-Rāzī verfasste dazu eine Replik.[51]
- al-Mustaršid fī l-imāma, eine Abhandlung über das Imamat, in der er das Kitāb al-Inṣāf fī l-imāma des imamitischen Gelehrten Ibn Qiba ar-Rāzī widerlegte, das ihm der Theologe Abū l-Husain as-Sūsandschardī auf einer Reise aus Rey mitgebracht hatte. Ibn Qiba hatte in seinem Werk nach Art der Leute von Qum die Lehre von der Verborgenheit des zwölften Imams vertreten.[52] As-Sūsandschardī brachte auf dem Rückweg al-Balchīs Widerlegung zu Ibn Qiba in Raiy, der darauf eine Replik mit dem Titel al-Mustaṯbit fī l-imāma verfasste, die as-Sūsandschardī wiederum auf einer weiteren Reise zu al-Balchī nach Balch brachte. Die Antwort von al-Balchī mit dem Titel Naqḍ al-mustaṯbit, die as-Sūsandschardī zurück nach Raiy brachte, erreichte ihren Adressaten nicht mehr, weil Ibn Qiba in der Zwischenzeit gestorben war.[53]
- Widerlegung der Schrift as-Sunna wa-l-ǧamāʿa von Harb ibn Ismāʿīl as-Sīrdschānī (gest. 893), einem Schüler von Ahmad ibn Hanbal.[54]
- Ḥuǧǧat aḫbār al-āḥād, Beweis für die Gültigkeit der Hadithe, die sich nur auf einzelne Gewährsleute stützten, gegen seinen Lehrer al-Chaiyāt.[55]
- Kitāb Maḥāsin Ḫurāsān, Buch über die Schönheiten Chorasans. Dieses wurde von Ibn an-Nadīm für die Biographie von Ibn ar-Rāwandī verwendet.

## Lehre
Im Allgemeinen stimmten Abū l-Qāsims Ansichten mit denen der Muʿtaziliten von Bagdad überein, in seiner Systematik ging er allerdings über die älteren Ansätze von an-Nazzām und al-Chaiyāt hinaus. Ein Lehrpunkt, der ihn mit der Murdschi'a verband, war die Auffassung, dass als Muslim jeder zu betrachten sei, der an Gott und den Propheten Mohammed glaubt, die Erfüllung der kultischen Pflichten dafür jedoch belanglos sei.

### Substanzenlehre und Kosmologie
Im Gegensatz zur Lehre der basrischen Muʿtaziliten, wonach alle Substanzen gleichartig sind, lehrte al-Balchī, dass Atome und individuelle Substanzen ähnlich und verschiedenartig sein könnten. Seiner Ansicht nach ergeben sich die Unterschiede und Ähnlichkeiten der verschiedenen Körper aus den Differenzen ihrer individuellen Partikel, während die basrischen Muʿtaziliten dies lediglich auf unterschiedliche Kombinationen von Atomen zurückführten. Seine Lehre von der Diversität der Atome weist Ähnlichkeiten zu der Lehre der Sautrantika auf.
Hinsichtlich der viel diskutierten Frage, ob die Eigenschaften einer individuellen Substanz sich erst aus ihrer äußeren Existenz ergeben oder die Substanz bereits vor ihrer Existenz eine Substanz ist, vertrat er die Auffassung, dass das Nicht-Existierende (al-maʿdūm) eine Sache (šaiʾ) sei, nicht jedoch eine Substanz oder ein Akzidens. Ein Vakuum hielt al-Balchī im Gegensatz zu den Basrensern für unmöglich, genauso wie er die Existenz von zwei Körpern an demselben Ort ausschloss. Räumliche Ausdehnung haben seiner Auffassung nach allerdings nur zusammengesetzte Körper, nicht die einzelnen Atome.
Das Atom betrachtete al-Balchī als in sich raumlos. Dennoch setzt sich aus Atomen das Räumliche zusammen. Der kleinste Körper besteht aus vier Atomen, von denen drei ein Dreieck bilden und das vierte darüber liegt. Auch die Eigenschaften des Körpers leiten sich erst aus der Aggregation der Atome ab, die insofern nicht existentiell, sondern akzidentiell sind. Die Akzidentien sind nach seiner Lehre nicht dauerhaft, sondern bestehen nur für einen Augenblick. Farben, Hitze oder Trockenheit haben also keine permanente Qualität. Das Atom und der Körper bleiben in ihrer Existenz bestehen durch das Akzidens des Bestehens (baqā). Sobald Gott aufhört, ihm das Akzidens der Dauer weiter zu verleihen, wird das Atom vernichtet.
Gegen die Basrenser betonte al-Balchī die Relativität der Richtung. Von einem Atom kann nur dann gesagt werden, dass es sich in eine bestimmte Richtung bewegt, wenn es an einem anderen Atom gemessen werden kann. Von der Erde lehrte al-Balchī, dass sie rund und unbeweglich sei. Ihre Unbeweglichkeit erklärte er damit, dass sie sich im Zentrum des Kosmos befinde. Die Vorstellung von der Anfangsewigkeit der Welt lehnte er ab, mit der Begründung, dass eine Erschaffung der Welt außerhalb der Zeit unmöglich sei.

### Attribute und Namen Gottes
Bei den göttlichen Attributen unterschied al-Balchī zwischen Attributen der Essenz (ṣifāt aḏ-ḏāt) and Attributen der Tat (ṣifāt al-fiʿl). Zu den Attributen der Tat rechnete er alle Attribute, die sich nach Situation (ḥāl) und Bezugsperson (šaḫṣ) unterscheiden können wie Barmherzigkeit (raḥma), Unterhalt (rizq) und Rede (kalām). Diejenigen Attribute, bei denen dies nicht angenommen werden könne, wie das Wissen (ʿilm), das Leben (ḥayāt) und die Macht (qudra), ordnete er den Attributen der Essenz zu. Ein weiteres Unterscheidungskriterium war die Frage, ob man von den betreffenden Attributen sagen konnte, dass Gott zu ihnen die Macht hat. Diejenigen, auf die das zutraf wie Barmherzigkeit und Rede, betrachtete er als Attribute der Tat, die anderen als Attribute der Essenz.
Allgemein versuchte al-Balchī, die Vielzahl von Namen Gottes auf ein paar wenige, grundlegende zu reduzieren. So lehrte er, dass die Bezeichnungen "hörend" (samīʿ) und "sehend" (baṣīr) nur meinten, dass Gott die hörbaren und sichtbaren Dinge wisse. In Wirklichkeit, darin folgte er der Auffassung an-Nazzāms, sieht Gott nichts. Hierin stand er im Gegensatz zur Lehre der basrischen Muʿtaziliten, die meinten, dass Gott Rede und Geräusche wirklich im Sinne sinnlicher Wahrnehmung höre.
Im Gegensatz zu Abū ʿAlī al-Dschubbā'ī, der meinte, dass aufgrund von in der Zeit entstandenen Willensbetätigungen Gott als "Wollender" (murīd) bezeichnet werden könne, sprach al-Balchī Gott das Attribut des Willens (irāda) gänzlich ab: ein Wille gehöre weder zu den essentiellen Attributen Gottes, noch gebe es einen in der Zeit entstandenen Willen Gottes. Wenn man Gott "wollend" nenne, so nur deswegen, weil er das Wissen und Vermögen zum Handeln habe und nicht zum Handeln gezwungen sei. Und wenn man sage, dass er ein "seine Handlungen wollender" (murīd li-afʿāli-hī) sei, so sei damit gemeint, dass er sie entsprechend seinem Wissen hervorbringe. Wenn man aber sage, dass er ein "die Handlungen der Menschen wollender" (murīd li-afʿāl ʿibādi-hī) sei, so meine man damit, dass er sie befehle und an ihnen Gefallen finde. Diese Idee hatte al-Balchī von an-Nazzām übernommen. Er setzte die psychologische Erklärung hinzu, dass ein willentlicher Akt Zögern und Entscheidung voraussetze, die charakteristische Eigenschaften des Menschen, eines defizitären Wesens seien, während bei Gott solche Regungen nicht existierten und ein Wille deswegen überflüssig sei.
Hinsichtlich Gottes Allmacht lehrte al-Balchī, dass sie nicht alle Handlungen der Menschen einschlösse, weil zu diesen auch Handlungen des Ungehorsams und der Sünde gehörten. Es sei unmöglich, dass sich Gottes Allmacht auch diese Akte bezöge.

### Imamat und politische Ansichten
Al-Balchīs Lehre zum Imamat ist durch Überlieferung in sechs theologischen Traktaten verschiedener Ausrichtung bekannt. Racha el-Omari, die diese Quellen untersucht hat, kommt zu dem Ergebnis, dass er in dieser Hinsicht die Auffassungen der muʿtazilitischen Schule von Bagdad teilte, die weitgehend mit der zaiditischen Lehre übereinstimmte. So hielt er an der zaiditisch-butritischen Lehre des "Imamats des Übertroffenen" (imāmat al-mafḍūl) fest, die besagt, dass man einer bestimmten Person auch dann den Treueid leisten durfte, wenn es eine Person gab, die besser war als diese. Hinsichtlich der Beurteilung der frühislamischen Geschichte bedeutete dies die Anerkennung des Kalifats von Abū Bakr, ʿUmar ibn al-Chattāb und ʿUthmān ibn ʿAffān trotz der angenommenen Überlegenheit von ʿAlī ibn Abī Tālib. Wie sein Lehrer al-Chaiyāt nahm al-Balchī an, dass das "Imamat des Übertroffenen" von Gott aus Nützlichkeitsgründen eingesetzt worden sei. Wie al-Chaiyāt lehrte er auch, dass die Vernunft dem Menschen auferlege, den Imam zu kennen. Sunnitische Quellen berichten außerdem davon, dass al-Balchī das Recht der Quraisch auf das Imamat bekräftigte, es im Angesicht eines drohenden Bürgerkriegs aber für zulässig hielt, einen nicht-quraischitischen Herrscher anzuerkennen.
Als Abū Zaid al-Balchī für Yānis al-Chādim, den damaligen Statthalter von Balch, sein "Buch der Staatsführung" (Kitāb as-Siyāsa) abfasste, soll Abū l-Qāsim al-Balchī geäußert haben, dass Gott die Regeln der Staatsführung in einem einzigen Koranwort zusammengefasst habe, nämlich: "O ihr, die ihr glaubt! Wenn ihr auf eine Gruppe trefft, dann bleibt fest! Gedenket reichlich Gottes! Vielleicht wird es euch dann wohlergehen! Gehorcht Gott und seinem Gesandten! Geratet miteinander nicht in Streit, denn sonst verzweifelt ihr, und euch verlässt der Mut! Seid geduldig, denn Gott ist mit den Geduldigen!" (Sure 8:45f Über. H. Bobzin).